# Геняса (Олт)
Геняса (рум. Găneasa) — село у повіті Олт в Румунії. Входить до складу комуни Геняса.
Село розташоване на відстані 144 км на захід від Бухареста, 7 км на захід від Слатіни, 38 км на схід від Крайови.

## Населення
За даними перепису населення 2002 року у селі проживала 1591 особа. Рідною мовою 1589 осіб (99,9%) назвали румунську.
Національний склад населення села:
| Національність | Кількість осіб | Відсоток |
| -------------- | -------------- | -------- |
| румуни         | 1550           | 97,4%    |
| цигани         | 39             | 2,5%     |